# Attagenus cyphonoides
Attagenus cyphonoides är en skalbaggsart som beskrevs av Edmund Reitter 1880. Attagenus cyphonoides ingår i släktet Attagenus och familjen ängrar. Inga underarter finns listade i Catalogue of Life.